# Добри дол (област Варна)
 Тази статия е за селото в Област Варна.  За другите български села с това име вижте Добри дол.  
Добри дол е село в Североизточна България. То се намира в община Аврен, област Варна и е на около 6 км от село Садово. Старото му име е Деде-кьой.

## История
На половин километър западно от днешното селище са разкрити останки от късноантично селище с две църкви, строени последователно една върху друга - първата от края на IV век, а втората - от средата на VI век.
До преди близо век селото е било изцяло заселено с турци. Първите години след освобождението започват да се заселват първите български семейства, заселници основно от Беломорска Тракия и Източна Стара планина.
Запазени са конкретни сведения за селото като средище на културния живот и за местни културни дейци от първата половина на 1944 г.
През 1950 г. в селото функционира всестранна взаимоспомагателна кооперация.

## Население

### Етнически състав

#### Преброяване на населението през 2011 г.
Численост и дял на етническите групи според преброяването на населението през 2011 г.:
|                     | Численост | Дял (в %) |
| Общо                | 17        | 100.00    |
| Българи             | 17        | 100.00    |
| Турци               | –         | –         |
| Цигани              | –         | –         |
| Други               | –         | –         |
| Не се самоопределят | –         | –         |
| Неотговорили        | –         | –         |